# Cloruro de galio (III)
El cloruro de galio (III) es un compuesto químico inorgánico de fórmula GaCl3 que forma un monohidrato, GaCl3·H₂O. El cloruro de galio (III) sólido es un cristal incoloro y delicuescente que existe como dímero con la fórmula Ga2Cl6. Es incoloro y soluble en prácticamente todos los disolventes, incluso en alcanos, lo que es inusual para un haluro metálico. Es el principal precursor de la mayoría de los derivados del galio y un reactivo en síntesis orgánica.
Como ácido de Lewis, GaCl
3 es más suave que el cloruro de aluminio. También es más fácil de reducir que el cloruro de aluminio. La química de coordinación de Ga (III) y Fe (III) es similar, por lo que el cloruro de galio (III) se ha utilizado como un análogo diamagnético del cloruro férrico.

## Preparación
El cloruro de galio (III) puede prepararse a partir de los elementos calentando galio metálico en una corriente de cloro a 200 °C y purificando el producto por sublimación al vacío.
2 Ga + 3 Cl
2 → 2 GaCl
3
También se puede preparar calentando óxido de galio con cloruro de tionilo : 
Ga
2O
3 + 3 SOCl
2 → 2 GaCl
3 + 3 SO
2
El metal galio reacciona lentamente con el ácido clorhídrico, produciendo gas hidrógeno. La evaporación de esta solución produce el monohidrato.

## Estructura
Como sólido, adopta una estructura bitetraédrica con dos cloruros puente. Su estructura se parece a la del tribromuro de aluminio. En cambio, AlCl3 e InCl3 presentan seis centros metálicos coordinados. Debido a su naturaleza molecular y a la baja energía de red asociada, el cloruro de galio (III) tiene un punto de fusión más bajo que los haluros de aluminio e indio (III). La fórmula del Ga2Cl6 se escribe a menudo como Ga2(μ-Cl)2Cl4.
En la fase gaseosa, las formas dimérica (Ga2Cl6) y monomérica trigonal plana (GaCl3) están en equilibrio, y a temperaturas más altas tiende a predominar la forma monomérica. A 870 K, todas las moléculas en fase gaseosa se encuentran efectivamente en forma monomérica.
En el monohidrato, el galio está coordinado tetraédricamente con tres moléculas de cloro y una molécula de agua.

## Propiedades

### Físicas
El cloruro de galio (III) es un sólido incoloro, diamagnético y delicuescente que funde a 77,9 °C y hierve a 201 °C sin descomponerse en los elementos que lo componen. Este bajo punto de fusión se debe a que forma moléculas discretas de GaCl6 en estado sólido. El cloruro de galio (III) se disuelve en agua con desprendimiento de calor para formar una solución incolora que, al evaporarse, produce un monohidrato incoloro que funde a 44,4 °C.

### Químicas
El galio es el miembro más ligero del Grupo 13 que tiene una capa electrónica d completa (el galio tiene la configuración electrónica [Ar] 3d10 4s2 4p1) por debajo de los electrones de valencia que podrían participar en enlaces π de capa electrónica d con ligandos. El bajo estado de oxidación del Ga en el Ga (III) Cl3, junto con la baja electronegatividad y la alta polarizabilidad, permiten que el GaCl3 se comporte como un «ácido blando» en términos de la teoría HSAB. La fuerza de los enlaces entre los haluros de galio y los ligandos se ha estudiado ampliamente. Lo que se desprende de ello es lo siguiente: 
- El GaCl3 es un ácido de Lewis más débil que el AlCl3 frente a los donantes N y O, por ejemplo, la piridina.
- Sin embargo, el GaCl3 es un ácido de Lewis más fuerte que el AlCl3 frente a los tioéteres, como el sulfuro de dimetilo (CH
3)
2S.

Con el ion cloruro como ligando se produce el ion tetraédrico tetraclorogalato (III) [GaCl
4]−
 pero no se puede fabricar el de seis coordenadas [GaCl
6]3−.  Se conocen compuestos como K[Ga2Cl7] que tienen un anión cloruro puenteado. En una mezcla fundida de KCl y GaCl3 existe el siguiente equilibrio:
2 [GaCl
4]−
 ⇌ [Ga
2Cl
7]−
 + Cl−

Cuando se disuelve en agua, el cloruro de galio (III) se disocia en los iones octaédricos [Ga(H
2O)
6]3+ y Cl−
, formando una solución ácida debido a la hidrólisis del ion hexaaquogalio (III).
[Ga(H
2O)
6]3+ → [Ga(H
2O)
5OH]2+ + H+
 (pKa = 3.0)
En solución básica, se hidroliza a hidróxido de galio (III), que se redisuelve con la adición de más hidróxido, posiblemente para formar [Ga(OH)
4]−
.

## Usos

### Síntesis orgánica
El cloruro de galio (III) es un catalizador de ácido de Lewis, como en la reacción de Friedel-Crafts, capaz de sustituir a ácidos de Lewis más comunes como el cloruro férrico. El galio forma complejos fuertemente con los donantes π, especialmente los sililetinos, produciendo un complejo fuertemente electrofílico. Estos complejos se utilizan como agente alquilante para hidrocarburos aromáticos.
También se utiliza en reacciones de carbogalación de compuestos con un triple enlace carbono-carbono. También se utiliza como catalizador en muchas reacciones orgánicas.

### Compuestos de organogalio
Es un precursor de los reactivos de organogalio. Por ejemplo, el trimetilgalio, un compuesto de organogalio utilizado en MOCVD para producir varios semiconductores que contienen galio, se produce mediante la reacción del cloruro de galio (III) con varios agentes alquilantes, como el dimetilzinc, trimetilaluminio o yoduro de metilmagnesio.

### Purificación del galio
El cloruro de galio (III) es un producto intermedio en varios procesos de purificación del galio, en los que se destila fraccionadamente o se extrae de soluciones ácidas.

### Detección de neutrinos solares
En los experimentos GALLEX y GNO, realizados en los Laboratori Nazionali del Gran Sasso (Italia) para detectar neutrinos solares, se utilizaron 110 toneladas de solución acuosa de cloruro de galio (III). En estos experimentos, el germanio-71 se produjo mediante interacciones de neutrinos con el isótopo galio-71 (que tiene una abundancia natural del 40 %), y se midieron las posteriores desintegraciones beta del germanio-71.